# Klavdia Barkhatova
Klavdia Barkhatova (née le 7 novembre 1917 à Nijni Taguil et décédée le 19 janvier 1990 à Iekaterinbourg) est une astronome soviétique.